# Breizh Cola
Le Breizh Cola (Cola de Bretagne en breton) est une boisson gazeuse, un altercola breton commercialisé dès 2002 par la brasserie Lancelot et distribué via sa société mère Phare Ouest, dont le siège social de la brasserie se situe au Roc-Saint-André dans le Morbihan. La marque est la propriété d'Agrial depuis le 27 novembre 2020.
Ce cola régional français tire son nom de sa première composition, l'utilisation de noix de kola, et du nom breton de la Bretagne.

## Historique

Logo du Breizh Cola (2002-2015).

À l’automne 2001, Éric Ollive et Stéphane Kerdodé, cadres de la brasserie Lancelot, ont l'idée, après avoir visité une limonaderie, de lancer un cola breton afin de développer la gamme limonade de Lancelot. Ils élaborent en neuf mois la recette, en ne reprenant pas les canons des précédents colas. En s'association avec Bernard Lancelot, qui leur permet d'utiliser les structures de production et de diffusion, ils créent la société Phare Ouest, en y investissant leurs primes de fin d'année. Après un lancement à Lorient en mars 2002, les premières bouteilles de Breizh Cola sortent de la chaîne en juin 2003, sous la forme de 5 000 bouteilles en verre de 33cl. Lors de l'inauguration, seuls les médias locaux sont présents, mais une dépêche AFP reprends l'information qui se retrouve dans les grands média nationaux. L'engouement a suivi et un an plus tard, un million de bouteilles sortaient de l'usine.
Premier cola régional français en termes d'ancienneté, le Breizh Cola inspire d'autres colas régionaux, apportant son expertise au développement de certains[Lesquels ?]. En 2011, l'entreprise Lancelot investit 3 millions d'euros, dont 2 millions à l'usine du Roc-Saint-André et 1 million dans une ligne d'embouteillage PET mise en service en mars à Domagné (Ille-et-Vilaine).
Fort de ses 15 % de parts de marché des colas dans le grand Ouest français en 2012 (quinze millions de bouteilles vendues en 2012, dix millions d'euros de chiffre d'affaires) et de prix inférieurs de 7 % par rapport aux colas des sociétés américaines, le cola régional est distribué en février 2013 dans des supermarchés parisiens comme Auchan, Carrefour Market et Intermarché.
Le groupe Phare Ouest, propriétaire de Breizh Cola, est racheté en novembre 2020 par la coopérative normande Agrial.

## Production et distribution

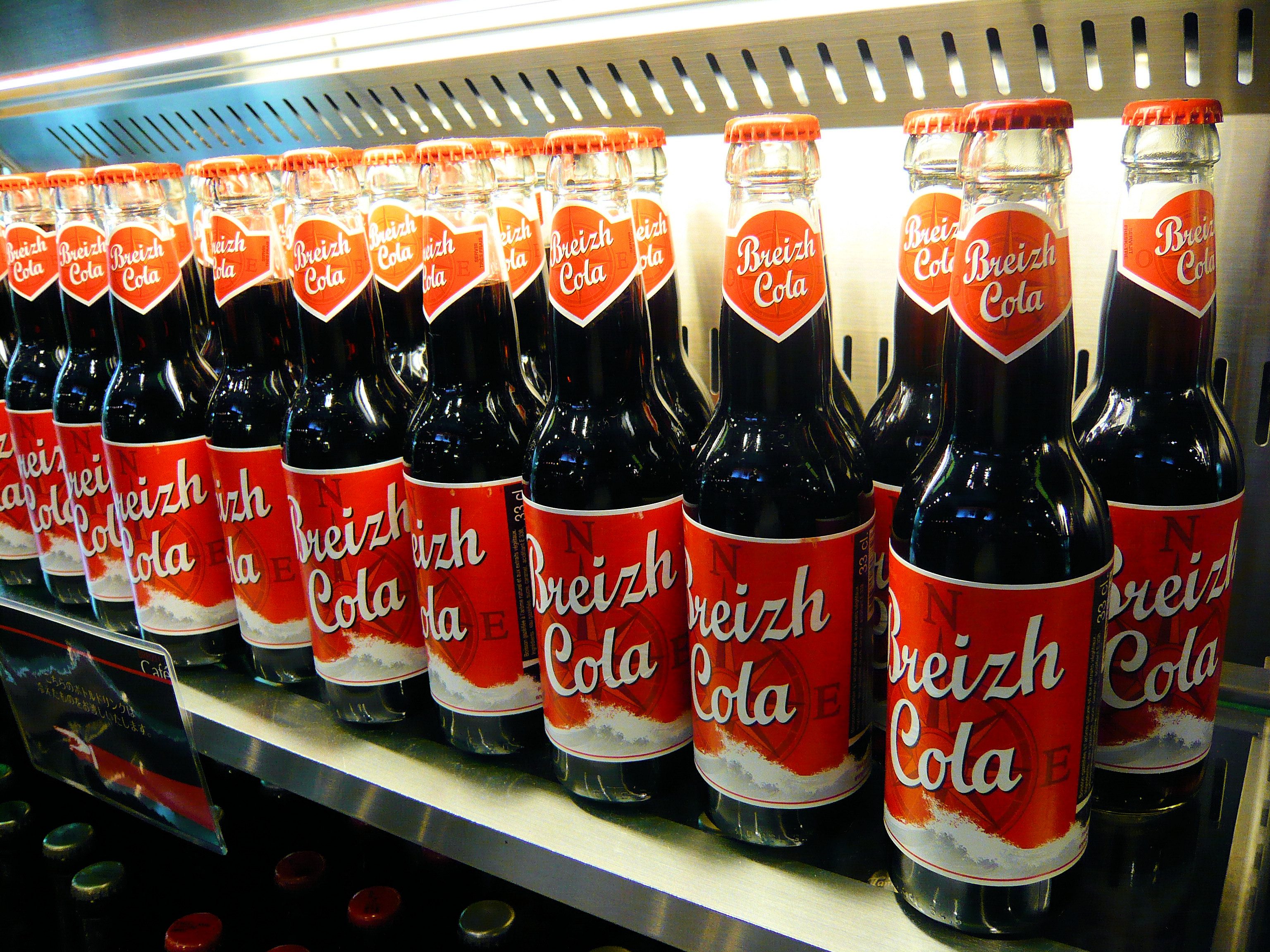
Du Breizh Cola vendu à Yokohama au Japon

Le Breizh Cola est fabriqué à Brest, dans le Finistère jusqu'en 2007. La production en verre est transférée sur un site plus grand à Plonéour-Lanvern, dans une ancienne usine France Boissons qui produit en 2008, 5 millions de bouteilles. La production de bouteilles en plastique destinée à la grande distribution est sous-traitée à Cholet en Maine-et-Loire jusqu'en 2012, puis sous-traitée à Domagné en Ille-et-Vilaine dans l'usine Loïc Raison. Les arômes du fruit des arbres de Cola sont achetés à un fabricant. Trois types de noix de cola sont assemblées (d'Afrique du Sud, d'Éthiopie et de Côte d'Ivoire). Dans sa version de base, du sucre, du dioxyde de carbone, du colorant (caramel au sulfite d'ammonium, E150d), de l'acide phosphorique, et de la caféine complètent la recette.
Principalement distribuée en Bretagne, la marque représente en 2009 environ 10 % des ventes de cola dans le grand Ouest français et 15 % des ventes sur les bouteilles de 1,5 litre.

## Gamme

### Breizh Cola "Standard"

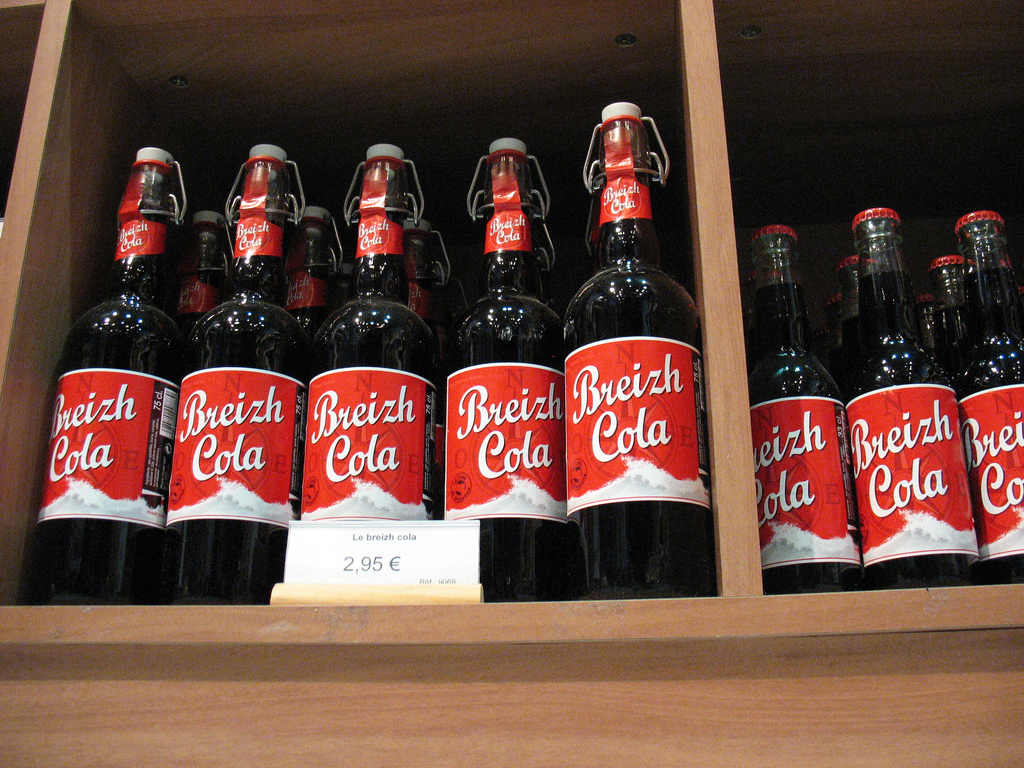
Bouteilles en verre de 75cl avec ouverture mécanique

Il a fallu six mois pour mettre au point la formule définitive. Il aurait une légère saveur de « caramel au beurre salé », avec la présence du colorant caramel E150d et une eau moyennement gazéifiée. Le packaging est d'un rouge légèrement orangé avec comme fond une rose des vents, une vague et des bulles. Sur l'étiquette, une image aux couleurs verdâtres présente un phare dans une mer agitée et les ingrédients sont mentionnés en français et en breton. Son goût est utilisé pour parfumer les caramels au beurre salé Cara Cola[réf. nécessaire].
- Conditionnement : PET standard 33 cl et 150 cl - Verre perdu 33 cl et 100 cl - Verre consigné 33 cl

### Breizh Cola Hep Sukr et Zéro
La version sans sucre est commercialisée en 2004. Depuis avril 2015, la déclinaison d'un « Breizh Cola Zéro » est commercialisée dans les grandes surfaces, en concurrence avec les autres colas acaloriques.

### Breizh Cola Stévia

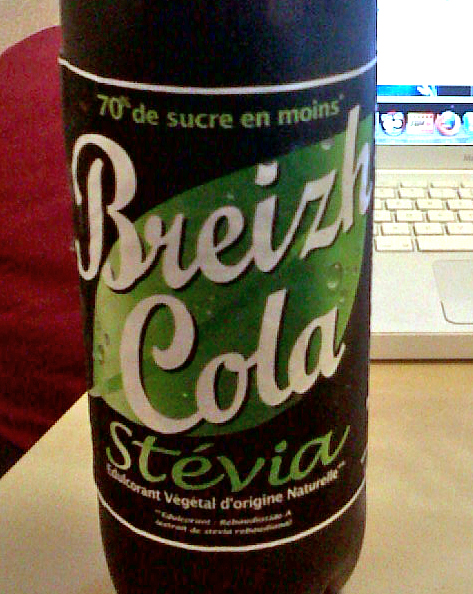
Breizh Cola Stévia

En mars 2010, la brasserie Lancelot et Phare Ouest lancent le Breizh Cola Stévia, cassant le code couleur rouge du cola en mettant en avant sur le packaging une feuille verte de Stévia. Associé à un arôme naturel, l'édulcorant ne fait plus apparaître son arrière-goût réglissé. Elle devient en France la première boisson en linéaire à base de stévia, devançant le Fanta Still reformulé par Coca-Cola et Joker de Eckes-Granini.
L’utilisation de cet édulcorant permet de réduire le taux de sucre de 70 %.

## Concurrence
Breizh Cola devance Pepsi-Cola en parts de marché dans le grand Ouest ; elle est de 10 % en Bretagne.
Depuis 2008, Coca-Cola embauche des commerciaux supplémentaires pour couvrir les magasins bretons (sept en 2010). En 2010, The Coca-Cola Company basée à Atlanta modifie pour la première fois sa charte graphique pour toucher un marché régional (publicités aux couleurs de la Bretagne sous diverses formes, campagne marketing) et développe des actions en Bretagne (partenariats bretons, objets dans les bars-restaurants, véhicules personnalisés...) pour obtenir un même « capital sympathie »,.
Pour l’écrivain de littérature pour la jeunesse Alain Korkos, Breizh Cola « fait de la vulgaire copie » de Coca Cola. Pour les producteurs du Breizh Cola, le succès est lié à l'originalité du goût du produit : « Si on avait copié Coca, on ne serait plus là. »

## Sponsoring
La marque sponsorise les clubs de football de Vannes Olympique Club, du Stade rennais, du Stade brestois 29, de l'En Avant de Guingamp et du FC Lorient, le club de basket UJAP Quimper, le Rugby Club Vannetais, le Rennes Volley 35 et Vannes Volley-Ball, le Garde du Vœu Hennebont TT. Il est présent lors d'événements sportifs comme l'Open de tennis de Quimper, le Tour de Bretagne cycliste, le Tro Bro Leon, La Pierre Le Bigaut, le Grand Prix de Plumelec, le Mondial de Char à Voile…[réf. nécessaire] Il est partenaire de festivals de musiques actuelles (festival des Vieilles Charrues, Hellfest, Au Pont du Rock, festival du Bout du Monde, festival Couvre Feu, Jazz à Vannes, Les Tombées de la nuit, Le Grand soufflet) et traditionnels (festival interceltique de Lorient, festival de Cornouaille, Les Tonnerres de Brest, le Roue Waroch, concours Bodadeg ar Sonerion, trophée Ronsed-Mor, festival Yaouank)…[réf. nécessaire].

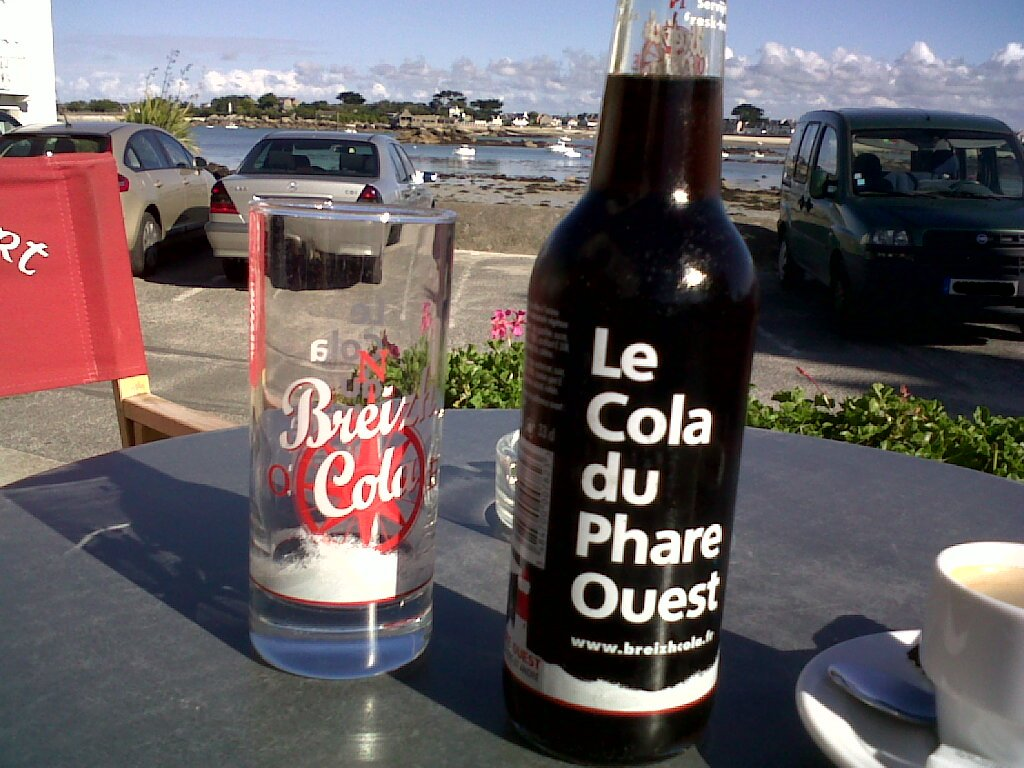
Verres pour la restauration
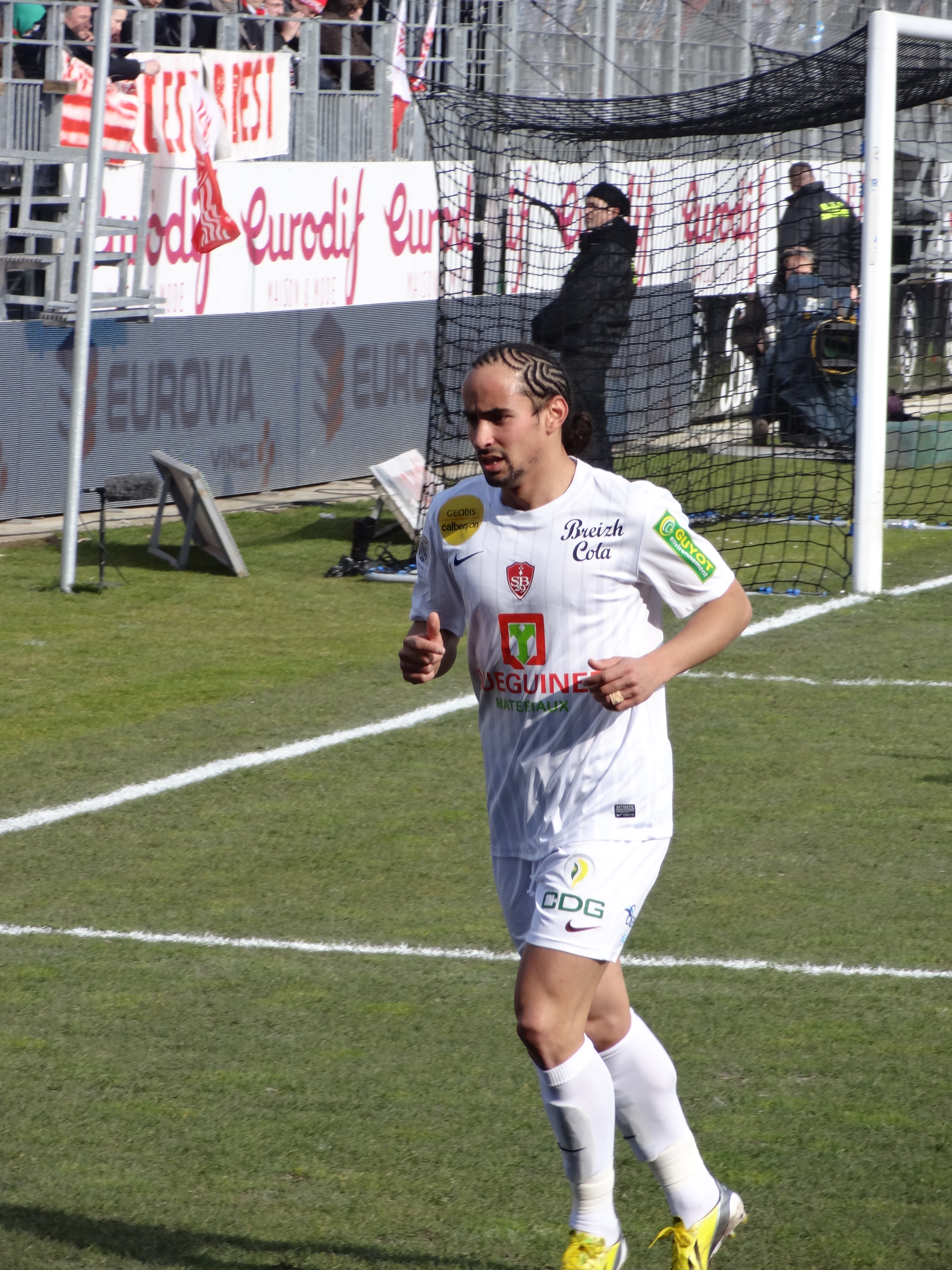
Maillots du Stade brestois 29
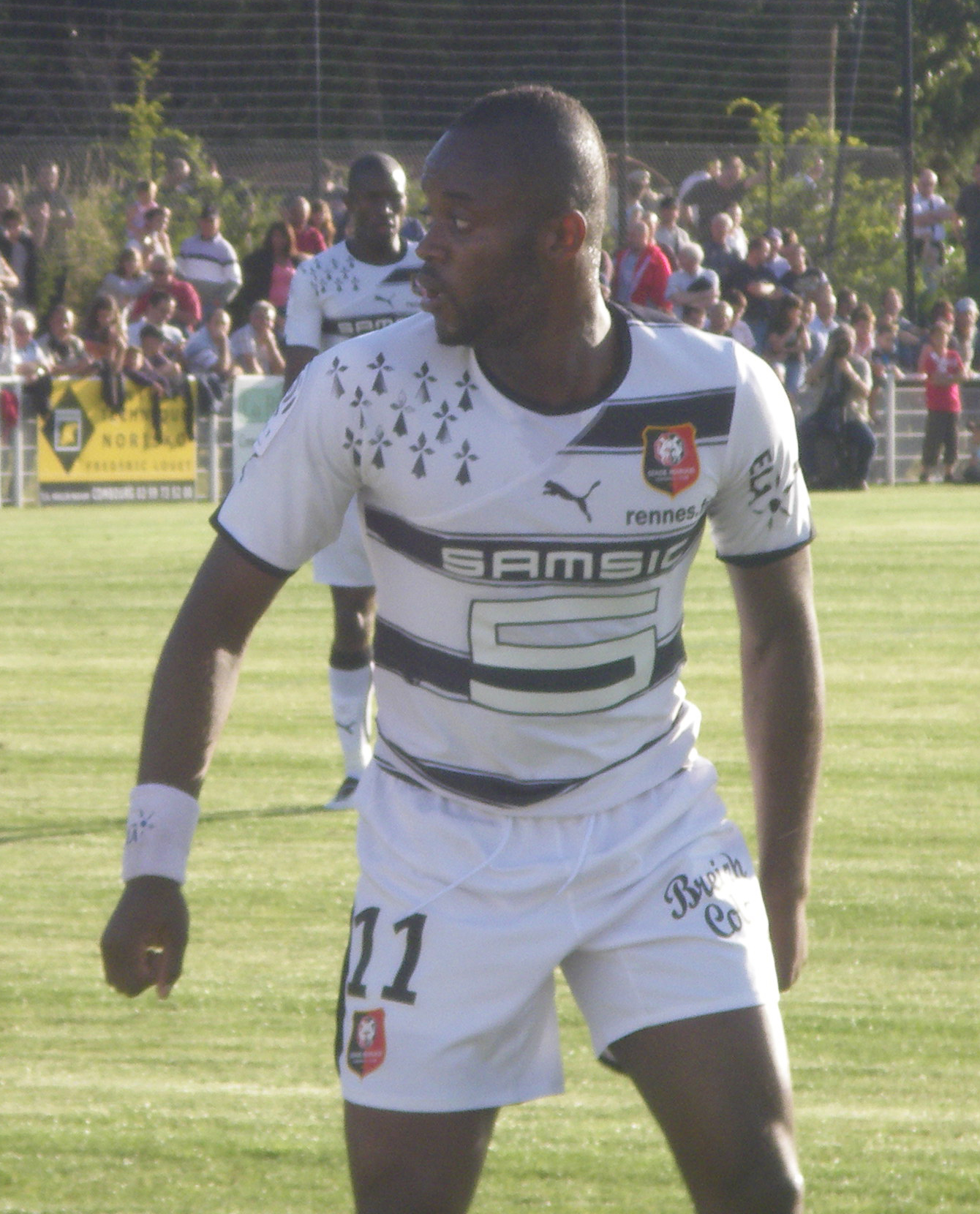
Maillot « gwenn ha du » du Stade rennais
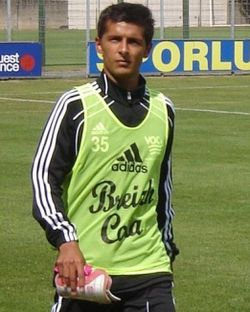
Maillots du Vannes OC
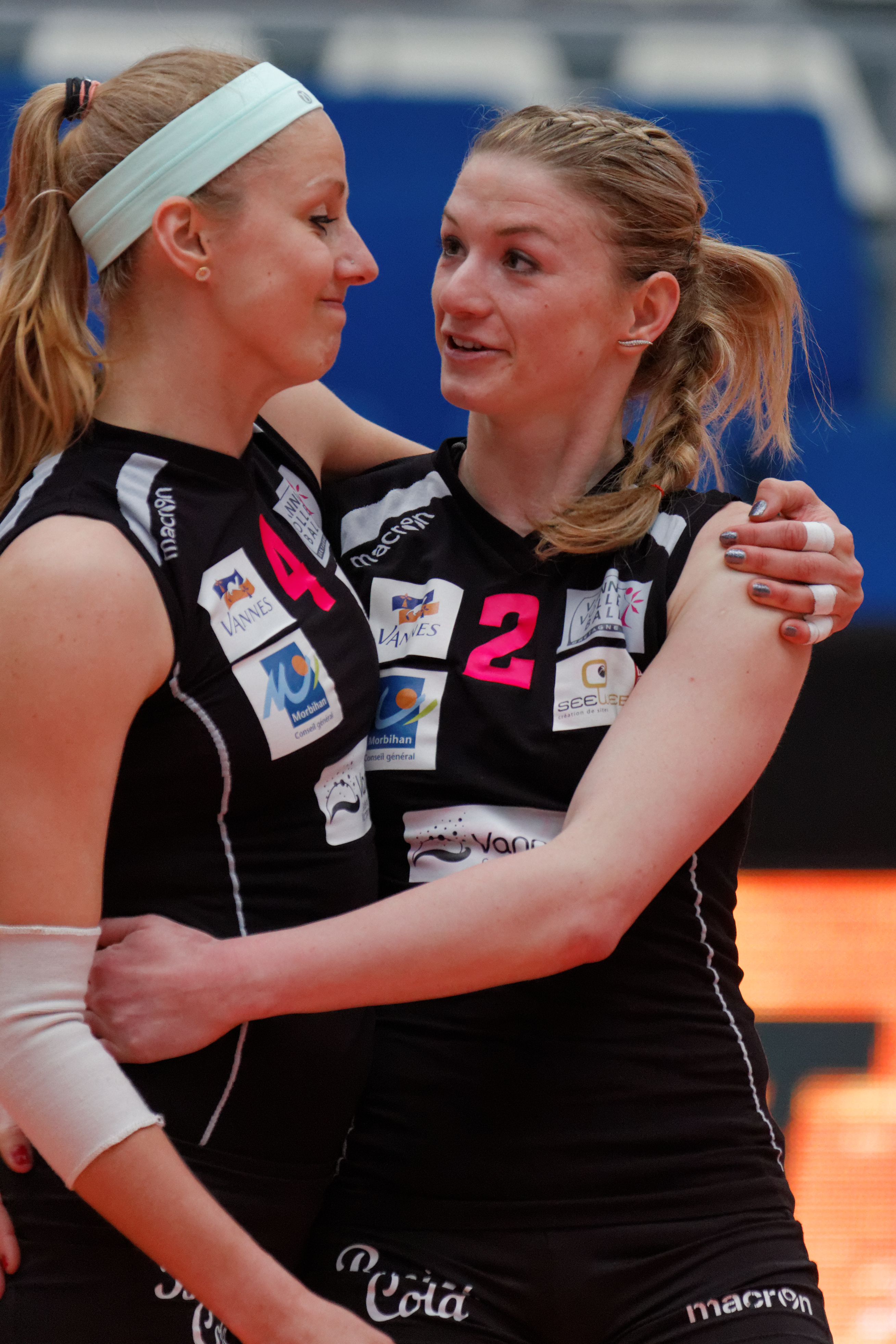
Vannes Volley-Ball

## Distinctions
- Produit en Bretagne :
  - Meilleure nouveauté 2003
  - Meilleure nouveauté 2011 (Breizh Cola Stévia)

### Sources
- Article d'Ouest-France du lundi 17 juillet 2006.
- Frédérique Jourdaa, La saga des marques bretonnes, Ouest-France, 2014, "Breizh Cola", p. 10-11